# Chance Morgan
Chance Morgan Coasters, Inc. ist ein Hersteller von Achterbahnen und Fahrgeschäften. Das Unternehmen wurde am 14. Juni 2001 gegründet, als Michael Chance, Enkel des Chance Rides-Gründers Richard H. Chance, die Vermögenswerte des Achterbahnbauers D. H. Morgan Manufacturing aus La Selva Beach, Kalifornien, erwarb. Michael Chance war der Hauptinvestor zusammen mit einigen stillen Teilhabern. Das Unternehmen firmierte einige Jahre lang separat unter dem Namen Chance Morgan und wickelte den Vertrieb für Chance Rides Manufacturing ab.

## Chance Rides
Im Jahr 2011 führte Chance Morgan den Markennamen Chance Rides wieder ein, um den 50. Jahrestag der Gründung von Chance Manufacturing Co. 1961 durch Harold Chance zu feiern.

## Achterbahnen
| Name                      | Park                             | Land               | Betriebsjahre | Besonderheiten                                                                                     |
| ------------------------- | -------------------------------- | ------------------ | ------------- | -------------------------------------------------------------------------------------------------- |
| Mamba                     | Worlds of Fun                    | Vereinigte Staaten | 1998 –        | |
| Phantom’s Revenge         | Kennywood                        | Vereinigte Staaten | 1991 –        | Ursprünglich von Arrow Dynamics hergestellt, zwischen 2000 und 2001 von Chance Morgan modifiziert. |
| Quicksilver Express       | Gilroy Gardens Family Theme Park | Vereinigte Staaten | 2001 –        | |
| Santa Monica West Coaster | Pacific Park                     | Vereinigte Staaten | 1996 –        | |
| Steel Dragon 2000         | Nagashima Spa Land               | Japan              | 2000 –        | Zum Zeitpunkt der Eröffnung die höchste Achterbahn der Welt.                                       |
| Steel Eel                 | SeaWorld San Antonio             | Vereinigte Staaten | 1999 –        | |
| Steel Force               | Dorney Park & Wildwater Kingdom  | Vereinigte Staaten | 1997 –        | |
| Steel Lasso               | Frontier City                    | USA                | 2008 –        | Hergestellt von Chance Morgan unter Lizenz von Vekoma.                                             |
| Superman el Último Escape | Six Flags México                 | Mexiko             | 2004 –        | Verkauft von D.H. Morgan, aber hergestellt und installiert unter der Marke Chance Morgan.          |
| Wild Thing                | Valleyfair                       | Vereinigte Staaten | 1996 –        | |

## Riesenräder
Folgende nennenswerte Riesenräder wurden hergestellt:
| Name                  | Standort                                         | Betriebsjahre |
| --------------------- | ------------------------------------------------ | ------------- |
| Niagara SkyWheel      | Niagara Falls, Ontario, Kanada                   | 2006 –        |
| Myrtle Beach SkyWheel | Myrtle Beach, South Carolina, Vereinigte Staaten | 2008 –        |